# 3576 Galina
3576 Galina је астероид главног астероидног појаса са средњом удаљеношћу од Сунца која износи 2,395 астрономских јединица (АЈ).
Апсолутна магнитуда астероида је 13,1.